# Riksdagsvalget i Sverige 2010
Rigsdagsvalget i Sverige 2010 fandt sted søndag den 19. september 2010.
Ved valget kom Sverigedemokraterna under Jimmie Åkesson for første gang ind i Riksdagen. Partiet fik 20 mandater, hvor 5 mandater kom fra de borgerlige regeringspartier i Alliance for Sverige, mens 15 mandater kom fra den rød-grønne opposition.

## Regering
Valget betød, at Regeringen Reinfeldt mistede sit flertal, men da der ikke var noget flertal mod regeringen, fortsatte den som en mindretalsregering.
De fire regeringspartier var Moderaterne under statsminister Fredrik Reinfeldt, Folkpartiet under uddannelses- og vicestatsminister Jan Björklund, Centerpartiet under erhvervs- og vicestatsminister Maud Olofsson og Kristdemokraterna under socialminister Göran Hägglund.

## Opposition
De tre rød-grønne partier fortsatte som opposition.
Det var Socialdemokraterne under Mona Sahlin, Miljöpartiet de Gröna under Peter Eriksson og Maria Wetterstrand samt Vänsterpartiet under Lars Ohly.

## Små partier
Ved de svenske rigsdagsvalg er der en spærregrænse på fire procent. Dette betyder, at de små partier ikke bliver repræsenteret. I 2010 var det bl.a. Piratpartiet under Rickard Falkvinge (0,65 procent), Feministiskt initiativ under Gudrun Schyman og Stina Sundberg (0,40 procent) samt Svenskernes Parti, der ikke kom i rigsdagen.